# Bernardo Corradi
Pour les articles homonymes, voir Corradi.
Bernardo Corradi, né le 12 mars 1976 à Sienne (Toscane), est footballeur international italien reconverti agent de joueur.
Corradi évolue au poste d'attaquant. Son bilan en Serie A est de 246 matchs joués, pour 56 buts marqués.
Bernardo Corradi se marie le 2 juin 2014 avec la top model italienne Elena Santarelli, nièce du footballeur Ubaldo Righetti.

## Biographie

### Enfance et formation
Né à Sienne, Bernardo Corradi signe sa première licence dans sa ville natale à six ans.

### Découverte de la Serie A (1999-2003)
À vingt-trois ans, le 30 août 1999, Corradi fait ses débuts en Serie A avec Cagliari Calcio, contre la Lazio Rome. Son adaptation au haut niveau ne se passe pas aussi bien que prévu : en vingt rencontres, le Toscan ne trouve pas le chemin des filets.
Pour la saison 2000-2001, Corradi rejoint le Chievo Vérone en Serie B. Au sein de l'effectif gialloblù, il retrouve confiance et efficacité avec douze buts en 36 matchs. À l'issue de cette saison, le Chievo décroche son ticket pour la Serie A. En 2001-2002, le club et son joueur poursuivent sur leur lancée et jouent les trouble-fêtes. L'attaquant véloce (dix buts) permet à son club de décrocher une place pour la Coupe de l'UEFA.

### Lazio puis un club par an (2003-2008)
Durant l'été 2002, la Lazio Rome l'engage et Corradi confirme les espoirs placés en lui avec dix nouveaux buts et devient international. Avec le club romain, il inscrit un but en Ligue des champions le 13 août 2003 face au club portugais du Benfica Lisbonne.
Avec le FC Valence, il inscrit un but en Ligue des champions le 24 novembre 2004 face au club belge d'Anderlecht.

### Fin à Reggina, Udinese puis Montréal (2008-2012)
Sans club depuis la fin du championnat 2010-2011, Corradi se maintient en forme en s'entraîne avec le petit club de l'AS Monza. 
Contacté par son ami Matteo Ferrari, il débute quelques jours avant le début de la saison MLS un essai avec l'Impact de Montréal, club canadien qui va faire ses débuts dans le championnat élite nord-américain. À 35 ans, Il convertit son essai et signe un contrat avec l'Impact le 14 mars 2012.
Le 14 avril 2012, il dédie son premier but inscrit en MLS à Piermario Morosini, son ancien coéquipier mort quelques heures plus tôt en plein match.
A la mi-saison et alors que l'Impact reçoit le renfort de son compatriote Marco Di Vaio, Corradi se rompt les ligaments croisés du genou à 36 ans, ce qui précipite la fin de sa saison. Corradi n'est pas conservé par l'Impact à l'issue de sa première saison en MLS. Il annonce peu de temps après sa retraite sportive et son projet de devenir agent de joueur en Italie.

### En équipe nationale
Il joue son premier match en équipe nationale le 12 février 2003 en match amical contre le Portugal. À cette occasion, il inscrit son premier but en sélection. Il inscrit son second but le 3 juin 2003, lors d'un amical contre l'Irlande du Nord.
Bernardo Corradi est retenu par le sélectionneur Giovanni Trapattoni afin de disputer le championnat d'Europe 2004 organisé au Portugal. Lors de l'Euro, il joue un match contre la Bulgarie.
Corradi dispute par la suite un match contre la Norvège, dans le cadre des éliminatoires de la Coupe du monde 2006.
Bernardo Corradi reçoit 13 sélections et inscrit 2 buts en équipe d'Italie entre 2003 et 2004.

## Style de jeu
Bon des deux pieds et de la tête, adroit devant le but et doté d'un bon physique, Corradi est un joueur complet.

## Palmarès
- 13 sélections et 2 buts en équipe d'Italie
- Vainqueur de la Supercoupe de l'UEFA en 2004 avec le Valence CF
- Vainqueur de la Coupe d'Italie en 2004 avec la Lazio Rome